# Èlia Ariadna
Èlia Ariadna o simplement Ariadna, en llatí Aelia Ariadne, va ser emperadriu consort de l'Imperi Romà d'Orient en dues ocasions, primer pel seu casament amb l'emperador Zenó i després amb Anastasi I. Era filla de Lleó I i d'Èlia Verina.

## Matrimoni
L'any 457, l'emperador Marcià va morir de malaltia, possiblement d'una gangrena, i el va sobreviure una filla, Màrcia Eufèmia, casada amb l'emperador Procopi Antemi. Marcià havia estat proclamat august quan es va casar amb Pulquèria, de la Dinastia teodosiana. Amb la seva mort va acabar aquesta dinastia, i el senat va decidir nomenar emperador al pare d'Èlia Ariadna, Flavi Valeri Lleó, que va prendre el nom de Lleó I, i va ser coronat pel patriarca Anatoli de Constantinoble. Èlia Verina es va convertir en emperadriu consort i Ariadna en membre de la família reial.
L'any 461, Lleó I, va fundar una unitat militar d'excubitores, formada per 300 soldats, d'origen isauri, manada per oficial Tarasicodissa Rusumbladiotes, que era la mà dreta del emperador. L'any 467, l'emperador va voler enfortir aquesta relació i li va oferir la seva filla Èlia Ariadna, amb qui es va casar. Per a aconseguir la conformitat de la jerarquia romana i de la població nativa de Constantinoble, el gendre va llatinitzar el seu nom, i el va canviar pel de Flavi Zenó. Al cap de nou mesos va néixer l'únic fill conegut del matrimoni, Lleó II, que seria més tard successor al tron del seu avi.

## Emperadriu consort
El 474, a la mort de Lleó I, el seu fill Lleó II es va convertir en emperador. Però per la seva curta edat, llavors tenia set anys, Lleó II no podia resistir les pressions del seu pare. Lleó II, va concedir el 9 de febrer de 474 la dignitat imperial al seu pare Zenó que es va convertir en coemperador. Èlia Ariadna va agafar la dignitat d'emperadriu, en un regnat ple de complots i d'intrigues.
La seva mare, Èlia Verina, va donar suport a la usurpació de Basilisc, germà seu, contra Zenó, i va intentar fer assassinar al general Il·los quan un tribunal el va desterrar.
El 479, la seva germana Leòncia i el seu marit Marcià van fomentar una revolta en contra d'Èlia Ariadna, ja que Leòncia era porfirogènita, és a dir nascuda quan el seu pare era emperador. Joan d'Antioquia considera que Èlia Verina va incitar aquesta revolta, però la seva afirmació és incerta.
L'any 480, la seva mare, encara confinada a Isàuria, va escriure a Èlia Ariadna demanant que l'alliberés. Zenó i Il·los s'hi van negar. Segons Jordanes, Ariadna hauria intercedit davant de tots dos, però Il·los la va acusar de conspirar contra Zen, cosa que va fer augmentar l'odi que Ariadna sentia contra Il·los. Va promoure un atac contra Il·los, que es va salvar, però va perdre una orella. L'atacant va ser executat. La seva mare es va aliar amb Il·los contra Zenó, en una revolta que va fracassar. L'any 488, després del setge de la fortalesa de Papirius a Isàuria, Èlia Ariadna va recollir el cos de la seva mare i el va enterrar a Constantinoble.
Zenó va morir l'any 491, i Ariadna, per ser augusta, va elegir el seu successor, Anastasi I, un oficial de palau, amb qui es va casar després de coronar-lo. El matrimoni no va tenir fills. Èlia Ariadna va morir l'any 515.